# Роган-Шабо, Луи-Мари-Бретань-Доминик де
Луи-Мари-Бретань-Доминик де Роган-Шабо (фр. Louis-Marie-Bretagne-Dominique de Rohan-Chabot; 17 января 1710, Париж — 28 ноября 1791, Ницца), герцог де Роган, пэр Франции — французский аристократ.

## Биография
Сын Луи-Бретань-Алена де Рогана-Шабо, герцога де Рогана, и Франсуазы де Роклор. Его восприемником при крещении была депутация штатов Бретани.
Герцог дю Люд и де Роклор, принц де Леон, виконт и граф де Пороэт, граф д'Астарак в Гаскони, маркиз де Блен.
Первоначально носил титул графа де Пороэта. Лейтенант запаса (10.02.1723), затем капитан запаса (1.05.1723) в Лотарингском кавалерийском полку. 18 августа 1727 отец отказался в его пользу от герцогства Роган-Шабо, и Луи-Мари-Бретань-Доминик стал титуловаться герцогом де Роганом.
Во время войны за Польское наследство участвовал в осаде Келя (1733). 10 марта 1734 получил полк Вермандуа, которым затем командовал при атаке Этлингенских линий и осаде Филиппсбурга (1734), и деле под Клаузеном (1735).
Полковник пехотного полка своего имени (16.04.1738) вместо полка Вермандуа. 10 августа наследовал отцу как герцог де Роган-Шабо и пэр Франции. Командовал полком при обороне Линца в январе 1742.
Губернатор Лектура (30.01.1743). Бригадир (10.02.1743), 1 апреля направлен в Рейнскую армию, командовал бригадой в битве при Деттингене (1743), при осадах Менена, Ипра, Фюрна и в лагере под Куртре (1744). С согласия Людовика XV в январе 1745 продал свой полк и уволился со службы.
По словам маркиза д'Аржансона герцог подал в отставку из-за несправедливости, на которую безуспешно жаловался. Дофин, ценивший его за храбрость, предложил Луи-Мари-Бретань-Доминику должность почетного рыцаря при мадам дофине. Герцог согласился ее занять, хотя и без удовольствия, но король, уступив интригам мадам де Помпадур, назначил на это место господина де Сассенажа.
Принес присягу в парламенте в качестве герцога и пэра 18 февраля 1751.
Последние тридцать лет герцог провел в отставке и вдали от двора, тем не менее в память о прежней службе он был произведен в кампмаршалы (25.07.1762) и генерал-лейтенанты (5.12.1781). Патентом от 6 июня 1764 Людовик XV утвердил за Луи-Мари-Бретань-Домиником и его мужским и женским потомством право считаться кузенами короля.
Герцог эмигрировал в начале революции и умер в Ницце. С его смертью пресеклась старшая линия герцогов де Роган.

## Семья
1-я жена: (18.12.1735): Шарлотта-Розали (1.05.1719—6.04.1753), единственная дочь герцога Алексиса де Шатийона и Шарлотты-Вотрюды Вуазен. Придворная дама дофины (01.1745)
Дети:
- Мари-Розали (крещена 6.08.1741, ум. юной)
- Габриель-Софи (27.02.1743—24.07.1757)
- Луи-Бретань-Шарль (12.11.1747—27.04.1757)

2-я жена (25.05.1758): Эмили де Крюссоль (16.10.1732—1792), дочь Шарля-Эмманюэля де Крюссоля, герцога д'Юзеса, и Эмили де Ларошфуко. Актом от 17 сентября 1762 отказалась от наследства отца по соглашению с братом, положившим ей ренту в 5000 ливров и капитал в 100 000. Умерла через три месяца после мужа